# Celeste D'Arrando
Celeste D'Arrando, née le 23 mars 1985 à Turin (Italie), est une femme politique italienne.

## Biographie
Celeste D'Arrando naît le 23 mars 1985 à Turin. Elle est élue députée lors des élections générales de 2018, au sein du Mouvement 5 étoiles pour la 1re circonscription de la région du Piémont. Elle est la chef du groupe de son parti à la commission des affaires sociales de l'assemblée nationale et défend l'éducation nutritionnelle pour vaincre l'obésité infantile.